# Карраско, Хуан Рамон
Хуа́н Рамо́н Карра́ско (исп. Juan Ramón Carrasco Torres; род. 15 сентября 1956, Саранди-дель-Йи, Дурасно) — уругвайский футболист и футбольный тренер. Выступал на позиции полузащитника. Сменил за свою карьеру футболиста, продолжавшуюся с 1973 по 2001 год (с перерывом в 1998—1999) более 10 клубов, в числе которых были оба уругвайских суперклуба — «Пеньяроль» и «Насьональ», аргентинские «Ривер Плейт» и «Расинг», бразильский «Сан-Паулу». За сборную Уругвая в 1975—1985 годах провёл 19 матчей, в которых забил три гола.

## Биография
Хуан Рамон Карраско начал профессиональную карьеру в составе клуба «Насьональ» в 1973 году. Команда, которая сумела, наконец, выиграть Кубок Либертадорес и Межконтинентальный кубок в 1971 году, уже постепенно погружалась в кризис и всё, чего успел добиться Карраско за своё единственное продолжительное пребывание в одном клубе — это титул чемпиона Уругвая в 1977 году.
Начиная с 1979 года, когда уругваец перешёл в состав аргентинского «Ривер Плейта», он до самого окончания карьеры игрока не задерживался в одной команде более двух лет. В аргентинском «Ривере» он за эти два года (1979—1980) выиграл три чемпионата страны, после чего перебрался на год в «Расинг» из Авельянеды.
До 1997 года он пять раз возвращался в «Насьональ», четырежды выступал за «Ривер Плейт» из Монтевидео, играл за клубы ещё пяти стран (включая непродолжительное пребывание в бразильском «Сан-Паулу» в 1990 году), другие клубы Уругвая (включая «Пеньяроль»), но так и не сумел выиграть на клубном уровне ни одного трофея за этот период. Наиболее близок к успеху Карраско был в 1992 году, когда в «Ривер Плейте» (Монтевидео) подобралась очень сильная команда, до последнего бившаяся за чемпионский титул с «Насьоналем», и упустившая его в последний момент. Впрочем, это 2-е место является наивысшим достижением в истории Клуба Атлетико «Ривер Плейт» (Монтевидео) (не путать с 4-кратным чемпионом Уругвая ФК «Ривер Плейт»).
В 1997 году Карраско завершил профессиональную карьеру в «Насьонале», но спустя три года возобновил её, будучи играющим тренером провинциальной «Рочи» в 2000—2001 годах.
«Ривер Плейт» под руководством Карраско достиг полуфинала Южноамериканского кубка 2009 и в первом матче одержал победу над обладателем Кубка Либертадорес 2008 года ЛДУ Кито со счётом 2:1. «Дарсенерос» крупно уступили (0:7) во второй игре, но это было наивысшее достижение команды на международной арене.
В 2018—2021 годах тренировал «Феникс» (Монтевидео).

## Тренерский стиль
Изначально тренерский стиль Карраско (который даже получил прозвище tiqui-tiqui) привлёк внимание всей футбольной общественности страны. Все его команды показывают ультра-атакующую игру. Особенности тренерского стиля Карраско:
- Зачастую замены производятся в первой половине матча, даже в первые минуты
- Часто игрок может быть заменён, если он не планируется использоваться для атакующих действий команды. Кроме того, в случае, если игрок получает жёлтую карточку, он также может быть довольно скоро заменён
- Капитанская повязка может передаваться из игры в игру от одного футболиста к другому
- Стратегия игры также не постоянная и варьируется из матча в матч
- Его команды могут забить больше всего голов в турнире, но в то же время и пропустить больше всех из-за недостатков в оборонительных действиях

В конце 2000-х годов в интернете распространились видеозаписи, где видны наставления Карраско игрокам «Ривер Плейта» в раздевалке, либо даже на поле во время перерыва. В частности, в испаноязычных блогах и форумах активно обсуждается речь Карраско своим подопечным в перерыве матча «Ривер Плейт» — «Насьональ». Карраско рассуждал примерно следующим образом: этот футбольный мяч (держит перед игроками мяч) сделан из коровы, корова — это женщина; эта бутса (держит перед игроками игровую бутсу) тоже сделана из кожи животного. В игре вы должны быть Мучачо, покорять мяч. Игроки «Насьоналя» очень сильны и уверены в своём превосходстве, они мучачо. Но вы то знаете про единение с женской сущностью мяча и мяч (называет мяч в женском роде) покорится вам, она покорится вам и вместе вы победите. «Ривер Плейт» выиграл матч со счётом 1:0.

## Достижения
В качестве игрока
- Чемпион Уругвая: 1977
- Чемпион Аргентины (3): 1979 (Метрополитано), 1979 (Насьональ), 1980 (М)
- Чемпион Венесуэлы: 1992/93
- Чемпион Южной Америки среди молодёжи: 1975

В качестве тренера
- Чемпион Уругвая: 2011
- Победитель Лигильи: 2002